# Trauma oclusal

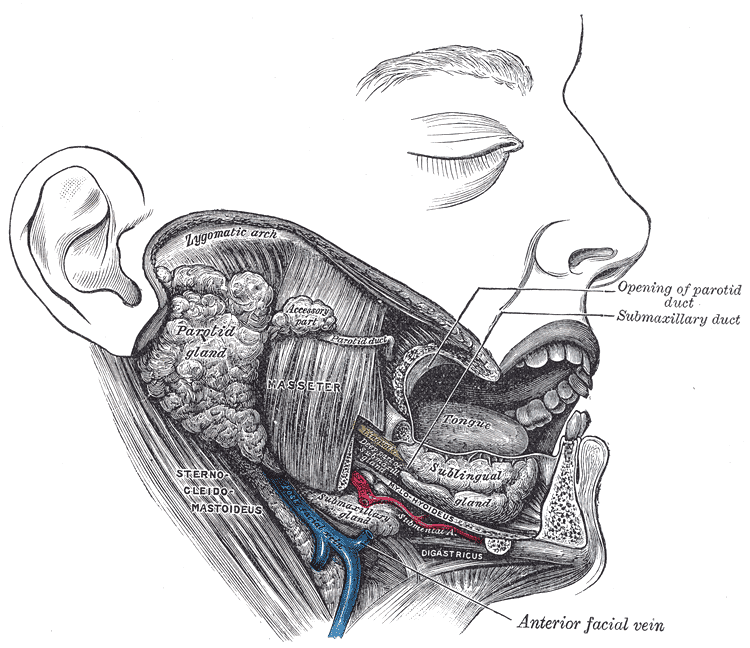
Cavidade bucal vista em corte sagital

O Trauma oclusal, no contexto da odontologia, é definido como alterações patológicas que ocorrem no periodonto de sustentação devido às forças excessivas produzidas durante a mastigação podendo lesar os tecidos periodontais, polpa dentária, articulação temporomandibular, além dos próprios músculos da mastigação.

## Características clínicas
- Aumento do tônus muscular
- Dor à mastigação
- Dor à percussão
- Dores musculares
- Desejo de apertar os dentes

## Características radiográficas

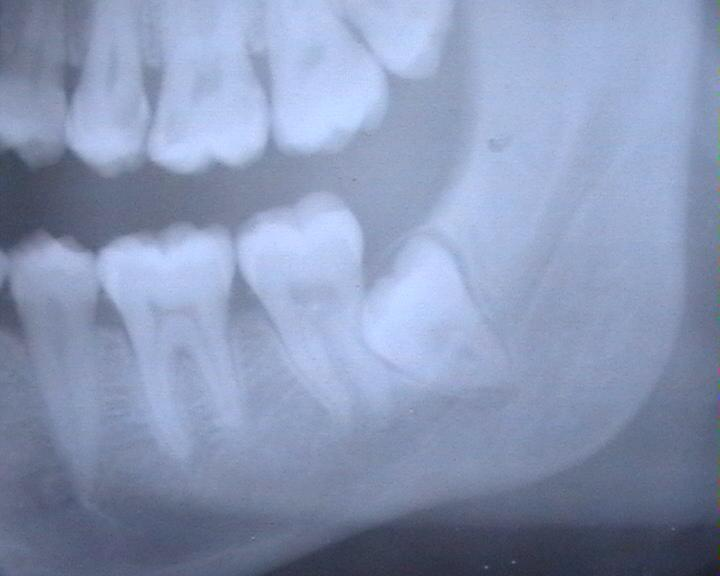
Aumento do espaço do ligamento periodontal visível nos molares mandibulares

- Aumento do espaço do ligamento periodontal
- Alterações no trabeculado ósseo
- Cálculos pulpares
- Reabsorção radicular
- Alteração de continuidade da lâmina dura

## Sinonímia
- Oclusão traumática
- Traumatismo periodontal
- Oclusão traumatogênica